# Dirck van Domburgh
Dirck van Domburgh, Dirk van Domburg (ur. 1648/49, zm. 25 sierpnia 1712 w Gdańsku) – holenderski dyplomata.
Pochodził z rodziny patrycjuszy Utrechtu - dziadek Ezechiel van Domburgh pełnił tam funkcję ministra, ojciec Cornelis van Domburgh był skarbnikiem i członkiem rady miejskiej, brat Cornelis van Domburgh, imiennik ojca, był burmistrzem. Dirck van Domburgh kierował Kompanią Wschodnio-Indyjską (Oost-Indische Compagnie). Pełnił funkcję komisarza Holandii w Gdańsku (1697-1712), w tym samym czasie akredytowany też w Elblągu i Królewcu. Zmarł w Gdańsku, pochowany w Utrechcie.